# Phaonia arcuaticauda
Phaonia arcuaticauda är en tvåvingeart som beskrevs av Chen och Xue 1997. Phaonia arcuaticauda ingår i släktet Phaonia och familjen husflugor. Inga underarter finns listade i Catalogue of Life.